# Need for Speed: Underground 2
Need for Speed: Underground 2 – komputerowa gra wyścigowa wyprodukowana przez Electronic Arts i wydana w 2004 roku na platformach GameCube, Game Boy Advance, Microsoft Windows, PlayStation 2 oraz Xbox. W 2005 ukazała się wersja na Nintendo DS. Pojawiło się kilka udogodnień i ulepszeń względem pierwszej części.

## Fabuła
Cała fabuła została opowiedziana w formie komiksu, a jego główną bohaterką, poza naszym kierowcą, jest Rachel grana przez Brooke Burke. Jest to pośrednia kontynuacja poprzedniej gry z cyklu, NFS Underground.
Fabułę rozpoczyna filmik, z którego gracz dowiaduje się, że bohater był niepokonany w Olimpic City (miasto z 1. części gry), jednak jego oponenci próbowali się go pozbyć, co w końcu jednemu z nich się udało. Gracz trafia do szpitala na półroczną rehabilitację. Po wyjściu udaje się do Bayview aby zemścić się na oprawcy. Poza tym, Bayview jest uważane za raj dla wszystkich maniaków tuningu i nielegalnych wyścigów ulicznych.
Samantha pomaga bohaterowi po raz ostatni, sponsorując mu jego pierwszy samochód i przekazując w ręce Rachel Teller, która zostawia na lotnisku swój samochód. Rachel chce się jak najszybciej spotkać. Kiedy zdecydujemy się zajechać w wyznaczone miejsce, odbiera nam swój samochód i daje do wyboru jeden z dostępnych pojazdów, a następnie ustawia spotkanie w innym garażu, gdzie na szybko tłumaczy nam zasady panujące w Bayview, przy czym zaznacza, że to „jej” miasto. Po pierwszej serii wyścigów oferuje nam swoją pomoc jako menedżera i informuje, że paru sponsorów chce podpisać z nami kontrakt, w ramach którego otrzymujemy darmowy samochód z komisu oraz premię do każdego wygranego wyścigu. Po wypełnieniu kontraktu odblokowujemy nową dzielnicę i wybieramy nowego sponsora. Każdy sponsor stawia graczowi coraz wyższe wymagania, ale w zamian za to oferuje wyższe wynagrodzenie. Tak, jak w poprzedniej części, to, że cały czas pniemy się w górę, jest wyraźnie nie na rękę paru ludziom, którzy chcą nas się pozbyć. W jednym z przedostatnich URL-ów przyjdzie nam zmierzyć się z czterema normalnymi przeciwnikami i z Nikki – dziewczyną Caleba, której on zleca „pozbycie się” nas. Jej się to nie udaje, przez co Caleb jest na nią wściekły, a ona z nim zrywa i przyłącza się do nas. Natomiast w jednym z ostatnich URL'ów Caleb wysyła przeciwko nam całą swoją ekipę (łatwo ją rozpoznać, bo wszyscy mają na aucie ten sam winyl i ten sam odcień czerni, co samochód Caleba). Po ich pokonaniu Caleb zostaje sam. Teraz tylko musimy ukończyć ostatni, piąty etap i gry i zostanie nam tylko jeden wyścig do rozegrania – 5-okrążeniowy Circuit przez lotnisko, autostradę, centrum miasta i dzielnicę przemysłową z Calebem. W nagrodę za pokonanie tego, który doprowadził do naszego wypadku sprzed sześciu miesięcy jest przewidziane aż 10 000 dolarów oraz tytuł najlepszego kierowcy w Bayview. Ale największą nagrodą dla bohatera jest zemsta.

## Bohaterowie
- Rachel Teller – grana przez Brooke Burke. Najlepsza przyjaciółka Samanthy i menedżer głównego bohatera, jeździ Nissanem 350Z
- Caleb Reece – grany przez Davida Palffy'ego. Człowiek przez którego główny bohater trafił do szpitala. Lider ekipy The Wraiths (Upiory), jeździ Pontiaciem GTO
- Nikki Morris – grana przez Kelly Brook. Dziewczyna Caleba. Jeździ Mustangiem GT w barwach The Wraiths

## Rozgrywka
Bayview jest miastem podzielonym na pięć dzielnic, które odblokowywane są po spełnieniu warunków kontraktu podpisanego ze sponsorem. W grze pojawiają się trzy nowe tryby rozgrywek, a także opcja gry wieloosobowej przez sieć. Gracz ma do dyspozycji trzydzieści licencjonowanych samochodów, w tym także trzy SUV-y. Poprawiony został realizm gry, jednakże samochody nadal rozpędzają się w tempie nieosiągalnym nawet dla pojazdów klasy G, a podczas kolizji czy dachowań uszkodzeniu ulegają jedynie szyby. Model jazdy został zróżnicowany.

## Ścieżka dźwiękowa
1. Snoop Dogg wraz z The Doors – Riders On The Storm (Fredwreck Remix)
2. Capone – I Need Speed
3. Chingy – I Do
4. Sly Boogy – That'z My Name
5. Xzibit – LAX
6. Terror Squad – Lean Back
7. Fluke – Switch/Twitch
8. Christopher Lawrence – Rush Hour
9. Felix Da Housecat – Rocket Ride (Soulwax Remix)
10. Sin – Hard EBM
11. Freeland – Mind Killer (Jagz Kooner Remix)
12. Paul Van Dyk – Nothing But You (Cirrus Remix)
13. Sonic Animation – E-Ville
14. Killing Joke – The Death & Resurrection Show
15. Rise Against – Give It All
16. Killradio – Scavenger
17. The Bronx – Notice Of Eviction
18. Ministry – No W
19. Queens Of The Stone Age – In My Head
20. Mudvayne – Determined
21. Septembre – I am Weightless
22. Helmet – Crashing Foreign Cars
23. Cirrus – Back On A Mission
24. Spiderbait – Black Betty
25. Skindred – Nobody
26. Snapcase – Skeptic
27. Unwritten Law – The Celebration Song